# Aumur
Aumur é uma comuna francesa na região administrativa de Borgonha-Franco-Condado, no departamento de Jura. Estende-se por uma área de 9,22 km². Em 2010 a comuna tinha 375 habitantes (densidade: 40,7 hab./km²).